# Gastón Salgado
Gastón Orlando Salgado Rojas (San Joaquín, Santiago, 7 de marzo de 1985) es un actor chileno. Ha recibido elogios por parte de la crítica y el público por su interpretaciones en las series El reemplazante y Sitiados.

## Biografía
Sus estudios secundarios los hizo en un Liceo Industrial de San Joaquín, donde se tituló de eléctrico. Luego entró a estudiar Teatro en la Universidad de Las Américas en donde no pudo seguir tras un quiebre económico familiar.«Siempre quise ser actor pero tuve que dejar la universidad de golpe y ponerme a trabajar. El kiosco de mi papá quebró y las deudas familiares se agrandaron. Me deprimí. Hubo un tiempo en que ni siquiera quería levantarme de la cama». Retomó sus estudios en la Escuela de Teatro del Instituto Profesional Arcos con distinción.
Al egresar formó una compañía llamada La Oruga que en un principio le sirvió para notar que no le gustaba el teatro. Aunque a través de los personajes que ha podido explorar, contando con la venia de la audiencia y los especialistas, se ha ido reencantando con las tablas, al parecer su debilidad sigue siendo el mundo audiovisual. En ese formato se especializó en la Academia Roberto Matus, donde conoció a quien ha sido algo así como un padrino en su ingreso a la televisión, Nicolás Acuña.
Salgado se dio a conocer interpretando a un narcotraficante en a serie El reemplazante de TVN y al poco tiempo ya estaba en las grandes ligas, codeándose con lo más granado de la escena latinoamericana en la serie de Fox, Sitiados. Allí, junto a la mexicana Marimar Vega, la argentina Macarena Achaga, el colombiano Andrés Parra y el crédito local, Benjamín Vicuña; dio vida a Nehuén. «Fue un proceso duro y súper largo. Me la jugué a concho. No tenía ni un peso, me conseguí plata con mi papá, mi mamá, mi tío. Fue una inversión porque tenía la convicción que iba a quedar». Por su interpretación le hizo merecedor de una nominación en los Premios Caleuche 2016.
En 2015 protagonizó junto a Elisa Zulueta el drama social Juana Brava en donde encarnó a un carabinero que toma la justicia en sus manos en un pueblo gobernado por la corrupción. Además, es el protagonista de la serie bibliográfica del boxeador Martín Vargas, Martín, el hombre y la leyenda de Mega.
En 2016 crea su propia productora de contenidos Karma Films y su productora de ejecución –Laberinto films–, finalizó el montaje de la película Camaleón, dirigida por Jorge Riquelme que, además de él, cuenta con las actuaciones de Paula Zúñiga, Paulina Urrutia y Alejandro Goic. Por su interpretación, fue merecedor del Premio Crisol de América como Mejor Actor del Festival Internacional Cine de América.
En 2017 protagonizó el clip "Dejando Libre El Amor" del grupo Chancho En Piedra.
En 2022, debuta en el género de las telenovelas, siendo protagonista de la apuesta nocturna de Mega Hijos del desierto, junto a Jorge Arecheta.

## Filmografía

### Cine
- 2011 - Zombie Dawn
- 2014 - El vuelo de los cuervos
- 2016 - Jesús
- 2016 - Camaleón
- 2017 - Reinos
- 2017 - La noche del jabalí
- 2017 - Maleza
- 2017 - Al desierto
- 2018 - Perro bomba
- 2019 - Algunas bestias
- 2019 - Sumergida
- 2019 - Ema
- 2020 - Tengo miedo torero
- 2020 - Matar a Pinochet

Cortometrajes:
- 2010 - Los miserables
- 2011 - Encrucijada
- 2014 - Hambre
- 2014 - Vaivén
- 2014 - Huésped
- 2014 - El Puente
- 2014 - Dialéctica
- 2016 - Hombre Eléctrico
- 2016 - Últimos días

### Televisión
| Año       | Título                          | Papel                  | Canal       | Notas                                                  |
| --------- | ------------------------------- | ---------------------- | ----------- | ------------------------------------------------------ |
| 2011      | Los 80 (cuarta temporada)       | Frentista              | Canal 13    | Reparto; episodio "Las cosas buenas que tiene la vida" |
| 2012-2013 | El reemplazante                 | Claudio                | TVN         | Reparto                                                |
| 2014      | La canción de tu vida           | Tito Muñoz             | TVN         | Episodio: "El juego verdadero"                         |
| 2014      | Sudamerican Rockers             | Asaltante              | Chilevisión | 1 episodio                                             |
| 2015      | Sitiados                        | Nehuén                 | FOX         | Papel coprincipal                                      |
| 2015      | Juana Brava                     | Fidel Carmona          | TVN         | Papel coprincipal                                      |
| 2017      | 12 días que estremecieron Chile | Danilo Díaz            | Chilevisión | Episodio: "Transantiago"                               |
| 2017      | Una historia necesaria          | Álvaro Barrios         | 13C         | Papel principal                                        |
| 2018      | Martín, el hombre y la leyenda  | Martín Vargas          | Mega        | Papel principal                                        |
| 2018      | La cacería                      | Rodrigo Carrasco       | Mega        | Papel coprincipal                                      |
| 2019      | Amor en línea                   | Camilo                 | TVN         | Reparto                                                |
| 2020      | Héroes invisibles               | Óscar                  | YLE         | Papel coprincipal                                      |
| 2020      | La jauría                       | Manuel Rebolledo       | Prime Video | 5 episodios                                            |
| 2020      | Inés del alma mía               | Michimalonco           | Prime Video | Reparto                                                |
| 2022      | Hijos del desierto              | Pedro Ramírez          | Mega        | Papel principal                                        |
| 2022      | Cromosoma 21                    | Guillermo Ruiz / Bekam | Canal 13    | Papel principal                                        |
| 2024      | Al sur del corazón              | Pablo Gallardo         | Mega        | Papel coprincipal                                      |
| 2024      | Nuevo amores de mercado         | Jonathan Muñoz         | Mega        | Reparto                                                |

## Vídeos musicales
| Año  | Título     | Artista       | Dirección       |
| ---- | ---------- | ------------- | --------------- |
| 2024 | Te Lo Juro | Carolina Soto | Rodrigo Oyarzun |

## Premios y nominaciones
Premios Caleuche
| Año  | Categoría                                        | Obra                           | Resultado |
| ---- | ------------------------------------------------ | ------------------------------ | --------- |
| 2016 | Mejor actor de soporte en series y/o miniseries  | Sitiados                       | Nominado  |
| 2018 | Mejor actor de soporte en cine                   | Jesús                          | Nominado  |
| 2019 | Mejor actor protagónico en series y/o miniseries | Martín, el hombre y la leyenda | Ganador   |
| 2019 | Mejor actor de soporte en series y/o miniseries  | Amor en línea                  | Nominado  |
| 2022 | Mejor actor de soporte en series y/o miniseries  | Héroes invisibles              | Nominado  |
| 2022 | Mejor actor de soporte en cine                   | Algunas bestias                | Ganador   |
| 2023 | Mejor actor protagónico en teleseries            | Hijos del desierto             | Ganador   |
| 2023 | Mejor actor de soporte en series y/o miniseries  | Cromosoma 21                   | Nominado  |
| 2023 | Premio del público                               | Premio del público             | Ganador   |

Premio Pedro Sienna
| Año  | Categoría                                  | Obra     | Resultado |
| ---- | ------------------------------------------ | -------- | --------- |
| 2017 | Mejor interpretación protagónica masculina | Camaleón | Nominado  |

Festival Internacional de Cine de América
| Año  | Categoría                                 | Obra     | Resultado |
| ---- | ----------------------------------------- | -------- | --------- |
| 2016 | Premio Cristol al mejor actor protagónico | Camaleón | Ganador   |